# Heidi Hedtmann

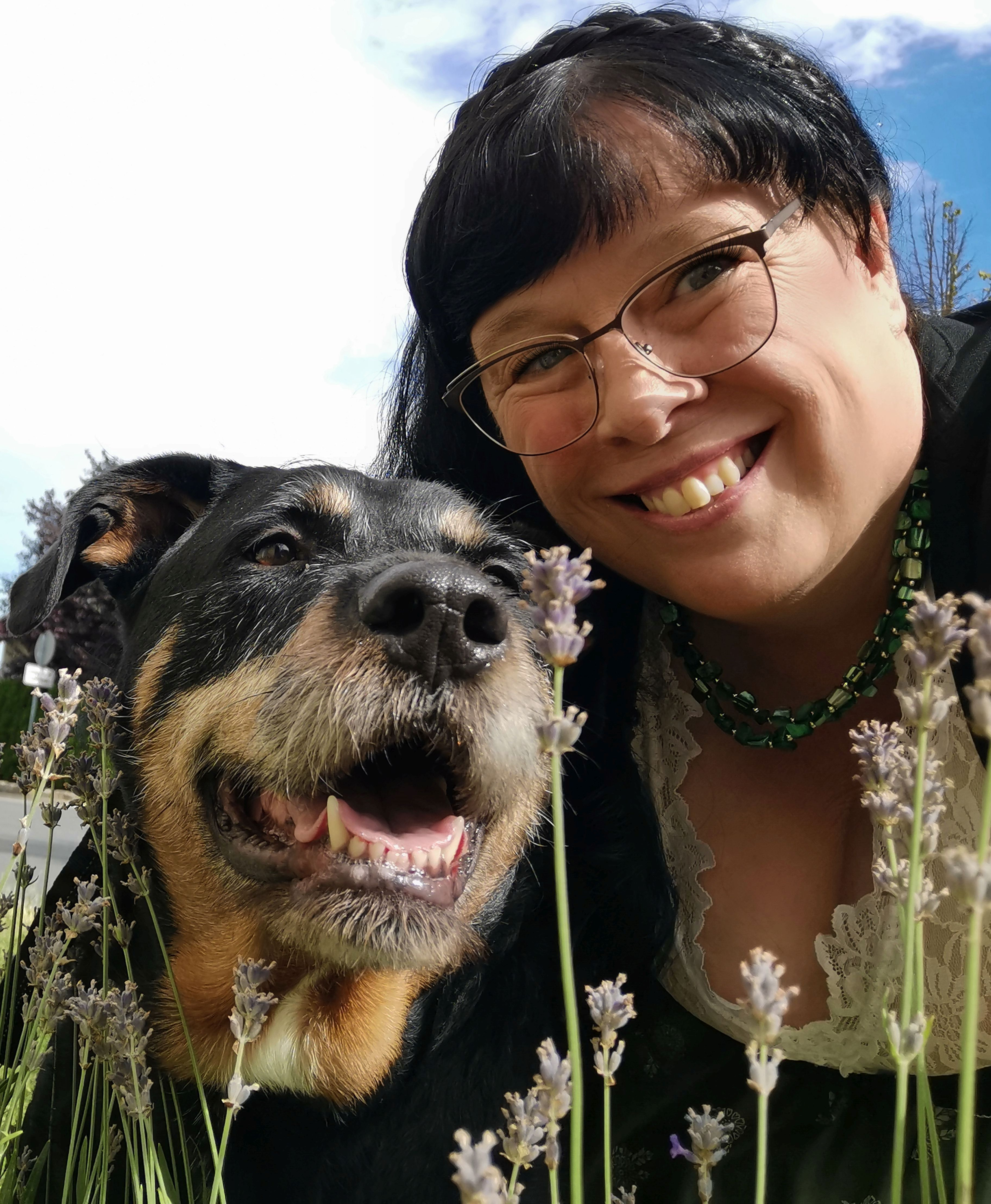
Heidi Hedtmann 2023

Heidi Hedtmann (* 19. November 1965 in Diemelstadt) ist eine deutsche Schlager-Sängerin.

## Leben
Hedtmann nahm Klavierunterricht, Gesangsunterricht und spielt Lyra und Flügelhorn. Ihren ersten Bühnenauftritt hatte Heidi Hedtmann im Karneval 1969 mit dem Lied von Margit Sponheimer Am Rosenmontag bin ich geboren. Ein gewisser Erfolg gelang Heidi Hedtmann im Jahr 1986 mit dem Lied Tief im schönen Sauerland. Ab 1985 veröffentlichte Hedtmann acht Singles und drei Various-Alben (auf denen sie mit bis zu fünf Songs aufgeführt ist) zu finden; alle als physische Datenträger (Vinyl und CD). 2015 folgte ein Album mit dem Titel Liebe ist das achte Wunder mit 15 Songs, das auf diversen Streamingdiensten, wie z. B. Apple Music, Amazon Music und Spotify, zur Verfügung steht.

## Diskografie (Auswahl)

### Singles
- 1984: Melodie der Einsamkeit (Single) HDN Music
- 1984: Wir schmeißen heute alles hin (Single) HDN Music
- 1984: Wir schmeißen heute alles hin (Single) HDN Music
- 1984: Nie mehr allein (Single) HDN Music
- 1985: Frei Sein Heisst Einsam Sein (Single) Bosworth Recorded Music
- 1991: Wann Kommst Du Wieder? (Single) Bosworth Recorded Music
- o.A.: Auch Ein Seemann Hat Ein Herz. (Heidi Hedtmann, Jürgen Schütz) (Single)
- 2007: Wege zum Glück (Single-CD) Sunny Music MV (3 Songs)
- 2007: Wo Schatten ist, da ist auch licht (Single-CD) Sunny Music MV
- 2008: Jeder braucht mal eine Pause (Single-CD) Sunny Music MV (3 Songs)
- 2008: Weit wie das Meer (Single-CD) Sunny Music MV
- 2008: Wegen naar geluk (Niederländische Version auf Wege zum Glück) (Single-CD) Sunny Music MV
- 2008: Herr Von Ribbeck Auf Ribbeck Im Havelland (Single-CD) Sunny Music MV (5 Songs)
- 2013: Der Sauerlandjodler (Single-CD) ARA Records (4 Songs)
- 2014: Tief im schönen Sauerland. Gockel Records
- 2014: Wo die Weser einen großen Bogen macht (Single-CD) Gockel Records
- 2014: Lass die Finger vonne Dinger (Single-CD) Gockel Records
- 2014: Lasst uns heute einmal feiern (Single-CD) Gockel Records
- 2014: Ist das wirklich Lambada (Single-CD) Gockel Records
- 2014: Ich hab ein Schloss vor meinem Herzen (Single-CD) Gockel Records
- 2014: Es war am Brandenburger Tor (Single-CD) Gockel Records
- 2014: Ja die Berge lieb ich sehr (Single-CD) Gockel Records
- 2014: S' ist Feierabend (Single-CD) Gockel Records
- 2014: Danke liebe Mutter (Single-CD) Gockel Records
- 2014: Das Leben steckt voller Gefahren (Single-CD) Gockel Records
- 2014: Ganz da drob'n (Single-CD) Gockel Records
- 2014: Weihnachten im Sauerland (Single-CD) Gockel Records
- 2014: Schöne Weihnachtszeit (Single-CD) Gockel Records
- 2014: Die Sehnsucht nach Haus (Single-CD) Gockel Records
- 2014: Danke für alle brennenden Kerzen (Single-CD) Gockel Records
- 2014: Spatz von Westfalen (Single-CD) Gockel Records
- 2014: Nur die Nacht versteht (Single-CD) BRM Music
- 2014: Wann kommst du wieder (Single-CD) BRM Music
- 2014: Hey du (Single-CD) BRM Music
- 2014: Und ich träume schon wieder (Single-CD) Gockel Records
- 2014: Alle Menschen wollen leben (Single-CD) HDN Music
- 2015: Weihnachtsjodler (Single-CD) Gockel Records
- 2016: Jedes Jahr zur Weihnachtszeit (Single-CD) Gockel Records
- 2019: Das Platschi-Lied Die Regentropfenreise (Single-CD) (Heidi Hedtmann, Ueli Boedemann, Kinder der DRK Kindertageseinrichtung Obermarsberg) Gockel Records
- 2019: Mein Leben ist Musik (Single-CD) Gockel Records
- o.A.: Weiße Insel / So Schnell Kann Es Aus Sein. (Single) HDN Music
- 2023: Goldenes Alter (Single-CD) Gockel Records
- 2023: Heimat ist nicht nur ein Wort (Single-CD) Gockel Records

### Alben
- 1985: ...Schlager...Lieder...Herzensmelodien. HDN Music (5 Songs auf der B-Seite)[3]
- o.A.: Wir Laden Ein Zum Tanz. HDN Music (3 Songs auf der B-Seite)
- 1994: Highlights Vol. 20 (Pop Classics). HDN Music (1 Song auf der B-Seite)
- 2014: Wiesen Party Hits 2014.BE52 Records (1 Song)
- 2014: Sexy Schlager Party Musik.BE52 Records (1 Song)
- 2014: Die Nummer 1 der Deutschen Wanderlieder.BE52 Records (1 Song)
- 2015: Liebe ist das achte Wunder. ARA Records (15 Songs; 51:20)
- 2015: Karneval 2015.BE52 Records (1 Song)
- 2015: Fasssching 15.BE52 Records (1 Song)
- 2015: Pistensau – Die Schlager Pop & Roll Collection, Vol. 1.BE52 Records (1 Song)
- 2015: Pisten Raudi – Die Schlager Pop und Rock Gaudi 2015.BE52 Records (1 Song)
- 2016: Après Ski Fasching 2016.BE52 Records (1 Song)
- 2016: Auf und Nieder: Die Volkstümliche Schlager Party.BE52 Records (1 Song)
- 2018;Kuscheln und Träumen (Romantische Schlager).Sunny Music (1 Song)
- 2019:Kuschelige Schlager-Weihnacht (Romantische Schlager zum Fest).Sunny Music (1 Song)
- 2019:Schmuse Schlager (Schlager zum Verlieben) Sunny Music (1 Song)

## Preise und Ehrungen
- 1985: Bronze Erfolgsleiter der Mainzer Talentbörse
- 1987: Westfalensieger – Bund Westfälischer Karneval e.V., 1. Platz mit dem Titel Laßt uns heute einmal feiern
- 2014: Platz 1 des 2. Vorentscheids – Der große deutsche Volksmusik Wettbewerb – Deutsches Musik Fernsehen – Titel: Der Sauerlandjodler[4]